# О чём говорят незнакомцы
«О чём говорят незнакомцы»  (исп. Bajo terapia) — испанский фильм 2023 года, социальная драма режиссёра Херардо Эрреро по пьесе Матиаса дель Федерико. В ролях: Малена Альтерио, Александра Хименес, Феле Мартинес, Антонио Пагудо, Ева Угарте и Хуан Карлос Веллидо.
Мировая премьера состоялась в марте 2023 года в Испании. 27 июля — премьера в России.

## Сюжет
Семейный психолог собирает три проблемные пары на сеанс групповой терапии. Однако, придя к назначенному времени, клиенты обнаруживают пустой офис и записку на столе — им придётся работать самостоятельно, без терапевта, поочерёдно вскрывая восемь пронумерованных конвертов и совместно выполняя содержащиеся в них задания.
Преодолевая удивление, недоверие и страхи, подхлёстывая друг друга, спрашивая и отвечая, пары постепенно раскрепощаются и решаются на откровенность, переходя к обсуждению всё более и более интимных аспектов своей семейной жизни.
Но какой результат будет получен в итоге такой нестандартной психотерапии, предсказать совершенно невозможно.

## Персонажи
В фильме всего шесть действующих лиц — две пары, состоящие в браке, и одна, всерьёз задумывающаяся об этом.
Карла (Ева Угарте) и Эстебан, «Те́бе» (Антонио Пагудо). Он — персональный покупатель, она — архитектор. Они давно вместе, им очень хорошо друг с другом, но вот уже три года Карла не может набраться решимости переехать к Эстебану, живут они по-прежнему порознь.
Лаура (Александра Хименес) и Даниэль (Феле Мартинес). Он — бизнесмен, она — адвокат. Они дольше всех в браке, 19 лет, а знакомы и вовсе очень давно — учились в одном классе, хотя поженились далеко не сразу. Двое детей, со старшим сплошные проблемы, с младшим никаких. Всё время спорят и не могут прийти к единому мнению ни по одному вопросу.
Марта (Малена Альтерио) и Роберто (Хуан Карлос Вельидо). Он — продавец, всё время в разъездах. Она — бывшая воспитательница в детском саду, уже год не работает. Они 9 лет в браке, хотя тоже знакомы с детства, сыну Робертито восемь лет. У Роберто очень тяжёлый характер, он явно подавляет робкую супругу, которая безропотно терпит деспотизм мужа-добытчика. Марта злоупотребляет алкоголем, поскольку только так может хотя бы чуть-чуть раскрепоститься и почувствовать себя самостоятельной личностью.

## В ролях
- Малена Альтерио — Марта[5]
- Хуан Карлос Вельидо — Роберто[5]
- Александра Хименес — Лаура[5]
- Феле Мартинес — Даниэль[5]
- Ева Угарте — Карла[5]
- Антонио Пагудо — Эстебан[5]
- Белен Гиль,   Карлос Рос — сотрудники полиции
- Иньиго Перонье — мотоциклист

## Награды
| Год  | Номинируемая работа          | Категория             | Результат |       |
| ---- | ---------------------------- | --------------------- | --------- | ----- |
| 2023 | 26-й Малагский кинофестиваль | Специальный приз жюри | Победа    | [ 6 ] |

## Создание
Съёмки фильма  полностью проходили в   Ла-Каса-де-лас-Гомас в Памплоне и его окрестностях. 

Мне хотелось сделать по-настоящему смелый фильм, который смог бы зацепить каждого человека. Так, как цепляет подглядывание за жизнью реальных людей на телевизионных шоу. Этот фильм и о микромачизме, который живёт внутри каждого из нас, и о многих других важных вещах: воспитании детей, отношениях, сексе, ревности, принятии супруга, социальной реализации женщин.— Херардо Эрреро
.